# Restinga
Restinga (portugalska izgovorjava: [ʁesˈtʃĩɡɐ]) je posebna vrsta obalnega tropskega in subtropskega vlažnega širokolistnega gozda v vzhodni Braziliji. Nastajajo na peščenih, kislih in s hranili revnih tleh, zanje pa so značilna srednje velika drevesa in grmi, prilagojeni na bolj suhe in s hranili revne razmere. Eden najbolj opaznih restingov je Restinga da Marambaia (v Riu de Janeiru), ki je v lasti in hrani brazilska vojska.

## Ekoregije
Svetovni sklad za divje živali razlikuje dve ekoregiji Restinga.
- Atlantski obalni restingi — najdemo ga v več enklavah vzdolž brazilske vzhodne obale od zvezne države Rio Grande do Norte v severovzhodni Braziliji do zvezne države Rio Grande do Sul v južni Braziliji, pokrivajo območje 7900 kvadratnih kilometrov, ki sega od tropov do subtropov. Njegova flora in favna ima podobnosti z vlažnimi atlantskimi gozdovi vzhodne Brazilije.
- Severovzhodni brazilski restingi — najdemo ga ob severni obali Brazilije, v državah Maranhão, Piauí in Ceará. Flora in favna se razlikujeta od flore in favne Atlantskega obalnega restinga, z večjo afiniteto do vlažnih gozdov amazonskega bioma.